# 短腺小米草川藏亚种
短腺小米草川藏亚种（学名：Euphrasia regelii sp. kangtienensis）为玄参科小米草属下的一个亚种。

## 扩展阅读
- 維基物種上的相關：短腺小米草川藏亚种